# Compendium Saxonis
Compendium Saxonis (también conocido como Abbreviatio Saxonis) es una obra complementaria escrita en latín incluida en la Chronica Jutensis, que contiene un resumen de Gesta Danorum de Saxo Grammaticus, aproximadamente en una proporción de la cuarta parte del original. 
Su origen es anónimo pero los historiadores suponen que fue escrita por el mismo autor de Chronica Jutensis. El nombre Gesta Danorum aparece en dicho resumen, aunque no hay certeza que el mismo Saxo usase tal calificativo para su obra. El resumen no contempla una gran parte de la obra original por lo que algunos lectores lo encontraron frustrante; por otro lado el autor no estaba interesado en guerras o batallas y las historias aparecen a menudo mutiladas, de forma vasta.
El escrito original se considera perdido, pero sobreviven manuscritos de diverso origen fechados unos cien años más tarde. El más antiguo conocido es la copia de un monje de Odense en 1431. 
Copias localizadas en bibliotecas:
- Biblioteca real de Copenhague, Add. 49 2o (1431)
- Biblioteca real de Copenhague, Don. Var. 139 4o (siglo XIV o XV).
- Biblioteca real de Estocolmo, De la Gardie 44 4o (siglo XV)
- Biblioteca real de Estocolmo, Skokloster 47 4o (siglo XV)